# المنصورية (ردمان)

تعديل مصدري - تعديل

المنصورية هي إحدى قرى عزلة المريه بني مر بمديرية ردمان التابعة لمحافظة البيضاء، بلغ تعداد سكانها 33 نسمة حسب تعداد اليمن لعام 2004.